# 岩倉市消防本部
岩倉市消防本部（いわくらししょうぼうほんぶ）は、岩倉市の消防部局（消防本部）。

## 管内の現況
- 管内の人口 - 47,933人

2019年（令和元年）8月1日現在
- 管内の世帯数 - 21,703世帯

2019年（令和元年）8月1日現在
- 管内の面積 - 10.47 km2

2018年（平成30年）10月1日現在

## 沿革
- 1971年（昭和46年）
  - 4月1日 - 岩倉町消防本部が発足する。
  - 12月1日 - 市制施行に伴い、岩倉市消防本部に改称する。
- 2016年（平成28年）4月 - 消防通信指令事務を尾張中北消防指令センターに移管し、消防通信指令事務の共同運用を開始する。

## 組織
消防職員の数は2018年（平成30年）4月1日現在、53人である。
- 消防長
  - 総務課
    - 総務グループ

  - 消防署
    - 消防第1グループ
    - 消防第2グループ
    - 消防第3グループ